# Androcymbium leistneri
Androcymbium leistneri är en tidlöseväxtart som beskrevs av U.Müll.-doblies och D.Müll.-doblies. Androcymbium leistneri ingår i släktet Androcymbium och familjen tidlöseväxter. Inga underarter finns listade i Catalogue of Life.